# Hans Hautsch

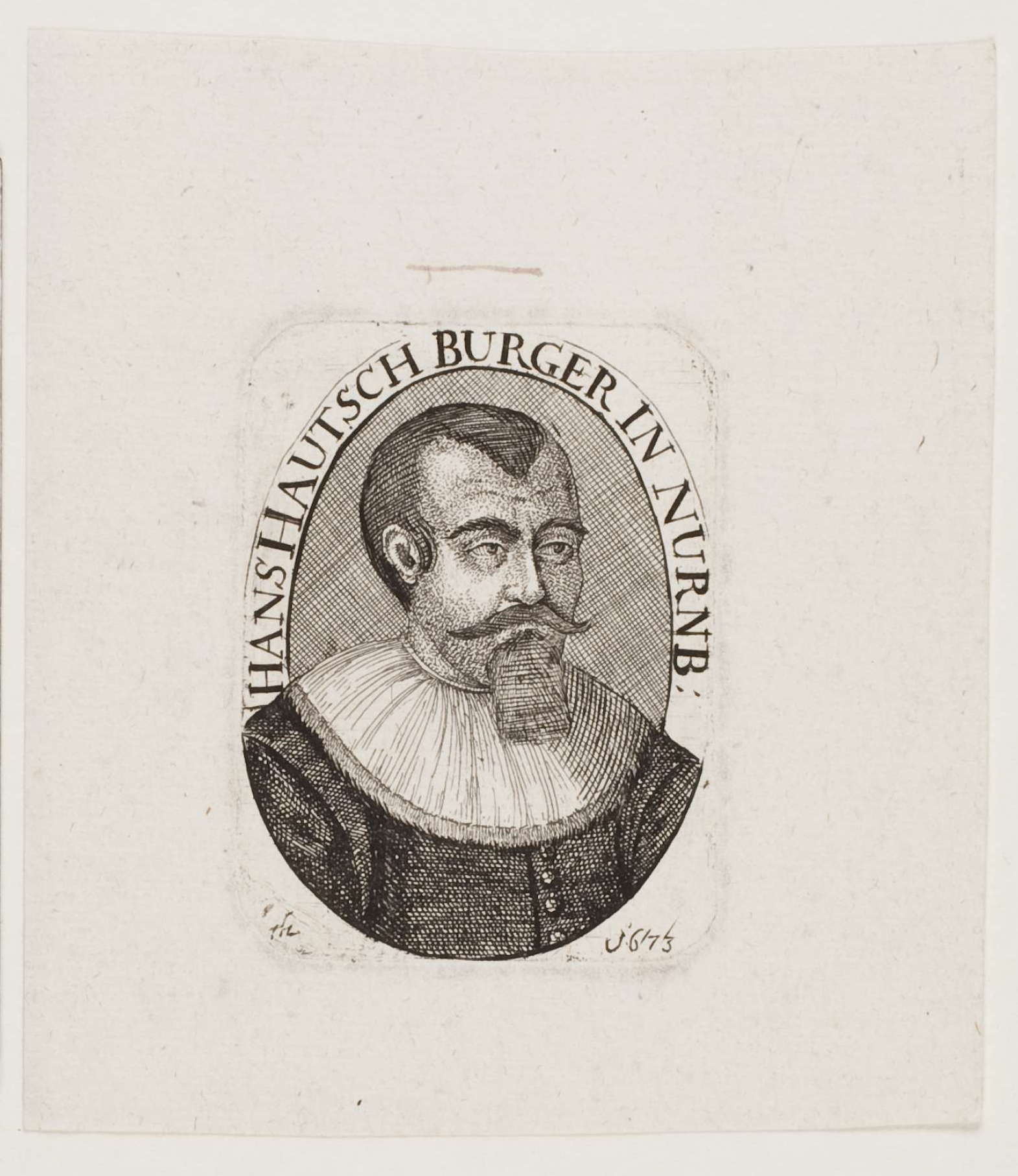
Hans Hautsch

Hans Hautsch (* 4. Januar 1595 in Nürnberg; † 31. Januar 1670 ebenda) war ein deutscher Zirkelschmied (Zeugschmied) aus der Nürnberger Ledergasse. Als Schmied erfand und konstruierte Hautsch mehrere Geräte und einen selbständig fahrenden Wagen, also einen Vorläufer des Automobils.

## Leben
Auch Hans Hautschs Vater Antoni (1563–1627) und Großvater Kilian († 1570) waren Zirkelschmiede. Am 25. Juni 1621 heiratete er Magdalena (* 1603), die Tochter des Zimmermanns Jacob Flexlein. Mit ihr hatte er eine Tochter und fünf Söhne: Georg (* 1624, Zirkelschmied), Gottfried (1634–1703) und Johann Andreas (* 1638). Gottfried erfand 1702 das konische Zündloch, bei dem die Pfanne sich selbst beschüttet, und gibt dadurch seinen Pistolen eine dreifache Ladegeschwindigkeit.
1649 baute Hans Hautsch einen Krankenfahrstuhl für Podagristen (Gichtkranke). Kurz darauf konstruierte er einen vierrädrigen mechanischen Wagen, der mit einer Geschwindigkeit von 1,6 km/h angeblich von selbst fuhr:
„Das also frei geht und bedarf keiner Vorspannung, weder von Pferden noch anders. Und geht solcher Wagen in einer Stund 2000 Schritt; man kann still halten, wenn man will, man kann fortfahren, wenn man will, und ist doch alles von Uhrwerk gemacht.“
Bald darauf musste er einen weiteren als (Trionfo- oder) Triumphwagen liefern. Gemäß Prospekt sollten sie von einem Uhrwerk angetrieben sein. Dem widersprachen aber 1651 Georg Philipp Harsdörffer und 1666 der französische Reisende Balthasar de Monconys in seinem Journal des Voyages. Harsdörffer erklärte in seinen mathematischen Erquickstunden, dass er dem Meister an den Kopf geworfen hätte, dass ein Knabe im Inneren eine Kurbel bediene.

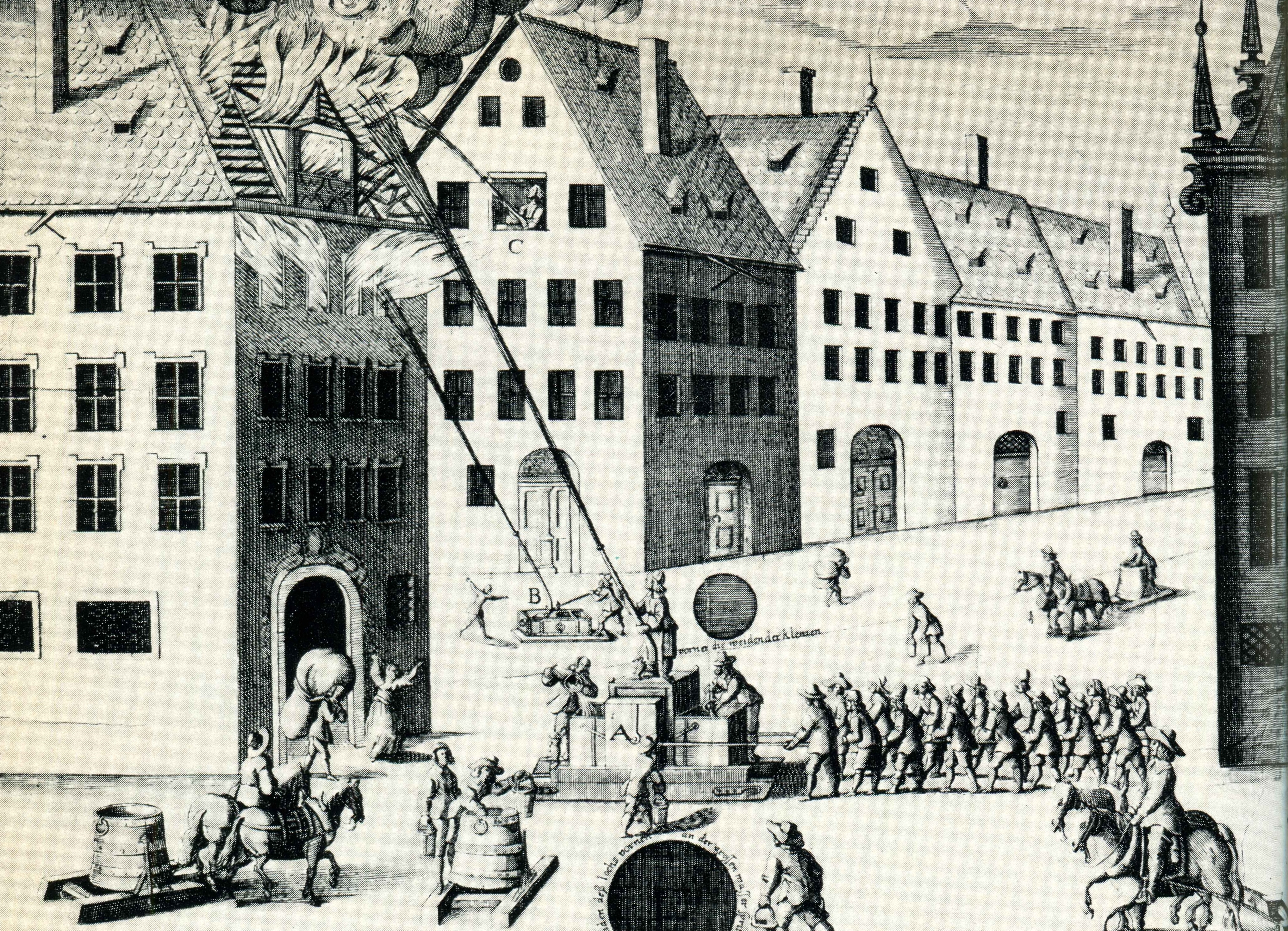
Feuerspritze 1650, erfunden von Hans Hautsch

1650 baute er eine Feuerspritze mit Windkessel, um einen ununterbrochenen Wasserstrahl zu erhalten. An jeder Seite mussten je 14 Mann eine Kolbenstange in horizontaler Richtung vor und zurück bewegen. Der Windkessel, eine Art Druckspeicher, bewirkte trotz der ruckartigen Pumpbewegungen einen gleichmäßigen Wasserstrahl. Dieser wurde aus einem fest auf der Spritze montierten Wenderohr abgegeben und erreichte Höhen bis zu 20 Metern. 1655 hat Caspar Schott die Feuerspritze besichtigt und darüber in seiner Magia universalis berichtet.
Die Nachricht über eine Flugmaschine (1660) beruht wohl auf einem Missverständnis; nach anderer Aussage baute Hautsch anlässlich eines kaiserlichen Besuchs in der Freien Reichsstadt einen flügelschlagenden Adler.
1664 lieferte er an den König von Dänemark ein mechanisiertes Puppenhaus mit über 100 Einzelbewegungen der Figuren und im Folgejahr für König Ludwig XIV. von Frankreich als Unterrichtsmaterial für dessen Sohn eine Schlachtdarstellung mit etwa 462 beweglichen Silbersoldaten und Gefechtslärm.
Ferner baute er ein dreistöckiges Automatenwerk, in dem unten die Erschaffung der Welt und biblische Szenen beweglich dargestellt werden. In der Mitte sah man 72 Handwerker bei der Arbeit und oben eine große Badeanlage.

Hautsch erfand auch den Streuglanz (Metallpartikel aus Bronze).
„Die Zubereitung besteht darin, dass man feine Feilspäne von verschiedenen Metallen siebt oder durchstäubt, in starker Lauge abwäscht, und sie dann auf einem über glühende Kohlen gelegten Kupfer- oder Eisenbleche, unter beständigem Umrühren anlaufen läßt. Die Späne von Messing nehmen dann allerlei Schattirungen der Goldfarbe, die von Kupfer die Schattirungen der rothen, die von Eisen und Stahl die der blauen und violetten, die von Zinn und Wißmuth der weißen und bläuchlichweißen Farbe mit metallischem Glanze an. Diese farbigen Späne läßt man durch eine Plattmühle laufen, welche aus zwei gut polirten Walzen vom härtesten Stahle besteht, und derjenigen gleicht, welche die Gold- und Silberdrahtzieher haben, nur daß hier zur Bequemlichkeit oben ein Trichter angebracht ist.“
Seine Nachkommen haben den Streuglanz, der zu Grottenwerken, lackierten Arbeiten und Tapeten gebraucht wird, noch bis Ende des 18. Jahrhunderts angefertigt.